# Musici ambulanti
Musici ambulanti è un mosaico realizzato da Dioscoride di Samo, rinvenuto nella villa di Cicerone nell'agro pompeiano e custodito all'interno del Museo archeologico nazionale di Napoli.

## Storia
Il mosaico venne realizzato tra il II e il I secolo a.C. da Dioscoride di Samo: era inserito in una cornice in marmo e un motivo a meandro di colore bianco e nero, il tutto posto al centro della pavimentazione dell'ambulacro della villa di Cicerone, in mosaico bianco e contornata da meandri colorati in bianco, nero, giallo, rosso e azzurro. 
A seguito degli scavi archeologici che interessarono la villa, il mosaico fu ritrovato il 26 aprile 1763; nel 1764 Johann Joachim Winckelmann scrisse:
(Johann Joachim Winckelmann, Nachrichten)
Nello stesso anno e nello stesso ambiente fu ritrovato un altro mosaico, Consultazione della fattucchiera: si tratta degli unici due esemplari firmati dall'artista greco rinvenuti in Campania. Venne quindi staccato dalla sua collocazione originale per realizzarne un quadretto: in un primo momento non riscosse la stessa fortuna delle pitture ritrovate nella villa, ma fu poi rivalutato nel corso del XIX secolo grazie al Positivismo.

## Descrizione
L'opera è un emblemata, ossia un mosaico in opus vermiculatum con tessere che talvolta hanno una dimensione anche inferiore a un millimetro, realizzato su un pannello in calcare e successivamente posto al centro del pavimento. Raffigura una scena del secondo atto della Theophoroumene, una commedia di Menandro, in particolare una processione di sacerdoti mendicanti, i cosiddetti metragirta, fedeli a Cibele: si tratta di un tema pittorico di origine greca, risalente al III secolo a.C., quando furono creati dei quadretti come ex voto, a seguito della vittoria di Menandro a una gara teatrale; una copia quasi fedele è stata rinvenuta sia in una pittura, ma di peggiore qualità, a Stabia, su un terracotta a Mirina, che in un altro mosaico, ma con qualche differenza maggiore, a Mitilene.
I quattro musicisti si muovono su un marciapiede lungo una strada verso un'abitazione la cui entrata è raffigurata all'estremità destra. Tutti i personaggi indossano maschere della commedia nuova: in particolare, da destra verso sinistra, un suonatore di tympanon è il parasitos, con fronte corrugata e naso aquilino ed è riprodotto mentre esegue un passo di danza e con la mano sinistra batte sul suo strumento tenuto in alto con la mano destra, seguono il suonatore di cembali che è il kolax, anch'esso con naso pronunciato e viso paffuto, e la diamitros etaira, la suonatrice di aulos; chiude la processione un ragazzino, forse un nano, l'unico a non indossare la maschera, con capelli scompigliati e vestito con una corta tunica, il quale reca in mano un corno e il cui ruolo potrebbe essere quello di raccogliere le offerte. In alto a sinistra è posta, in greco, la firma dell'autore Διοσκουρίδης Σάμιος ἐποίησε.